# 正義聯盟：神與魔
《正義聯盟：神與魔》（英語：Justice League: Gods and Monsters）是一部錄影帶首映的DC漫畫超級英雄動畫電影，為DC宇宙動畫原創電影的一部分。於2015年7月28日發行DVD和藍光，並推出數位版下載。

## 劇情
在某個平行宇宙中，正義聯盟雖然依舊保護世界的和平，但其存在卻飽受爭議─由非法移民撫養長大的超人行事高傲、兇狠且毫不掩飾他對「凡人」的輕蔑(與第一地球不同，超人為薩德將軍的遺孤)，蝙蝠俠是位因實驗失敗而成為吸血鬼的科學家(在第一地球為人形蝙蝠Kirk)，自宇宙流亡而來的公主神力女超人不但個性衝動，且與包括超人在內的許多男子有著複雜的情愛關係；由三人所組成的正義聯盟作風極端、屠殺惡徒絕不手軟，與美國政府維持著互不信任的薄弱同盟，以雷克斯·路瑟博士為首的許多人都提防、憂慮著這些如神般的超人會有掙脫束縛、成為怪物的一天。
數名頂尖科學家陸續慘到殺害、而現場均留下了與正義聯盟成員能力相關的特徵，介入調查的三人雖然發現受害者均為政府的某個秘密專案效力，但卻無法阻止剩餘成員逐一受害，而隨著計畫主持人路瑟所在的太空站在超人來訪後離奇的爆炸，人們的憂慮與不信任達到極點，軍方終於與正義聯盟兵戎相見，但真正的大陰謀卻在此時才浮出檯面...

## 演員
- 班傑明·布萊特 飾 「超人」洛爾·薩德／艾爾南·格拉（「Superman」Lor-Zod / Hernan Guerra）
- 米高·C·賀爾 飾 「蝙蝠俠」柯克·隆格斯特倫（「Batman」Kirk Langstrom）
- 塔瑪拉·泰勒 飾 「神力女超人」貝卡（「Wonder Woman」Bekka）
- 佩姬·布魯斯特 飾 露易絲·蓮恩（Lois Lane）
- C·托馬斯·豪威爾 飾 威爾·馬格努斯博士（Dr. Will Magnus）
- 傑森·艾薩克 飾 雷克斯·路瑟／密特隆（Lex Luthor / Metron）
- 佩尼·約翰遜 飾 亞曼達·華勒總統（President Amanda Waller）
- 迪伊·布萊德利·貝克 飾 雷·帕爾默（Ray Palmer）
- 特雷弗·德爾沃 飾 艾米爾·漢彌爾頓（Emil Hamilton）
- 塔莫·潘尼凱 飾 史提夫·崔佛（Steve Trevor）

## 延伸媒體

### 動畫系列
官方於2015年6月8日在網上釋出側重於人物和電影的宇宙描述的動畫系列。

### 漫畫
四部前傳漫畫與電影同時釋出，主要由布魯斯·蒂姆與J.M. DeMatteis編寫。前三部分別描述英雄們的起源故事，第一部敘述蝙蝠俠、第二部敘述超人、第三部則敘述神力女超人。
| 標題                                           | 發行數 | 出版日期                    | 作家                        | 藝術家                      |
| ---------------------------------------------- | ------ | --------------------------- | --------------------------- | --------------------------- |
| Justice League: Gods & Monsters - Batman       | 1      | 2015年7月22日               | 布魯斯·蒂姆與J.M. DeMatteis | Mathew Dow Smith            |
| Justice League: Gods & Monsters - Superman     | 1      | 2015年7月29日               | 布魯斯·蒂姆與J.M. DeMatteis | Moritat                     |
| Justice League: Gods & Monsters - Wonder Woman | 1      | 2015年8月5日                | 布魯斯·蒂姆與J.M. DeMatteis | Dan Green and Rick Leonardi |
| Justice League: Gods & Monsters                | 4      | 2015年8月5日 - 2015年9月2日 | 布魯斯·蒂姆與J.M. DeMatteis | Thony Silas                 |

## 外部連結
- 互联网电影数据库（IMDb）上《Justice League: Gods and Monsters》的资料（英文）
- 豆瓣电影上《正义联盟：神魔之战》的資料 （简体中文）